# اسمیت، کلاین اند فرنچ
اسمیت، کلاین اند فرنچ (انگلیسی: Smith, Kline & French) شرکت داروسازی آمریکایی است، که در سال ۱۹۸۹ توسط جان کی. اسمیت تأسیس شد.